# Шестдесет и втори конгрес на Македонската патриотична организация
Шестдесет и вторият конгрес на Македонските патриотични организации (МПО) се провежда от 4 до 5 септември 1983 година в Детройт, Мичиган, САЩ. Председателят на ЦК на МПО Аспарух Пописаков си подава оставката и е избран за почетен председател. В новото ръководство влизат Иван Лебамов (председател) и Борислав Иванов (секретар). МПО взема решение да тегли заем, за да поддържа списването на вестник „Македонска трибуна“.